# 32899 Кніґґе
32899 Кніґґе (32899 Knigge) — астероїд головного поясу, відкритий 4 серпня 1994 року.
Тіссеранів параметр щодо Юпітера — 3,170.